# Despre poezia română
„Despre poezia română” este primul studiu de critică literară al lui Titu Maiorescu, publicată în revista Convorbiri literare (I) în 1867 (reluat mai apoi în volumul Poezia română, sub titlul „O cercetare critică asupra poeziei române de la 1867”).